# Gargenville
Gargenville est une commune française située dans le département des Yvelines en région Île-de-France. C'est une petite ville située le long de la Seine, à 45 km à l'ouest de Paris. Avec la commune voisine d'Issou, elle forme une agglomération de 10 000 habitants environ.
Ses habitants sont appelés les Gargenvillois.
La commune fait partie du parc naturel régional du Vexin français.

## Géographie
Ce territoire est limité à l'est par la commune de Juziers, au sud-est par la commune d'Aubergenville, au sud par la commune d'Épône, au sud-est par la commune de Mézières-sur-Seine, à l'ouest par la commune d'Issou, au nord-ouest par la commune de Guitrancourt et au nord par la commune de Brueil-en-Vexin. Il englobe l'île de Rangiport.
La commune est au croisement des routes départementales D 190, orientée est-ouest reliant Poissy et Limay, et D 130, orientée nord-sud, qui vient de Brueil-en-Vexin et rejoint Épône et l'autoroute A13 par les ponts de Rangiport. Elle est desservie également par une gare de la ligne ferroviaire Paris-Saint-Lazare-Mantes-la-Jolie par Conflans-Sainte-Honorine et Meulan-en-Yvelines.

### Hameaux
- Hanneucourt est un hameau de Gargenville[1].

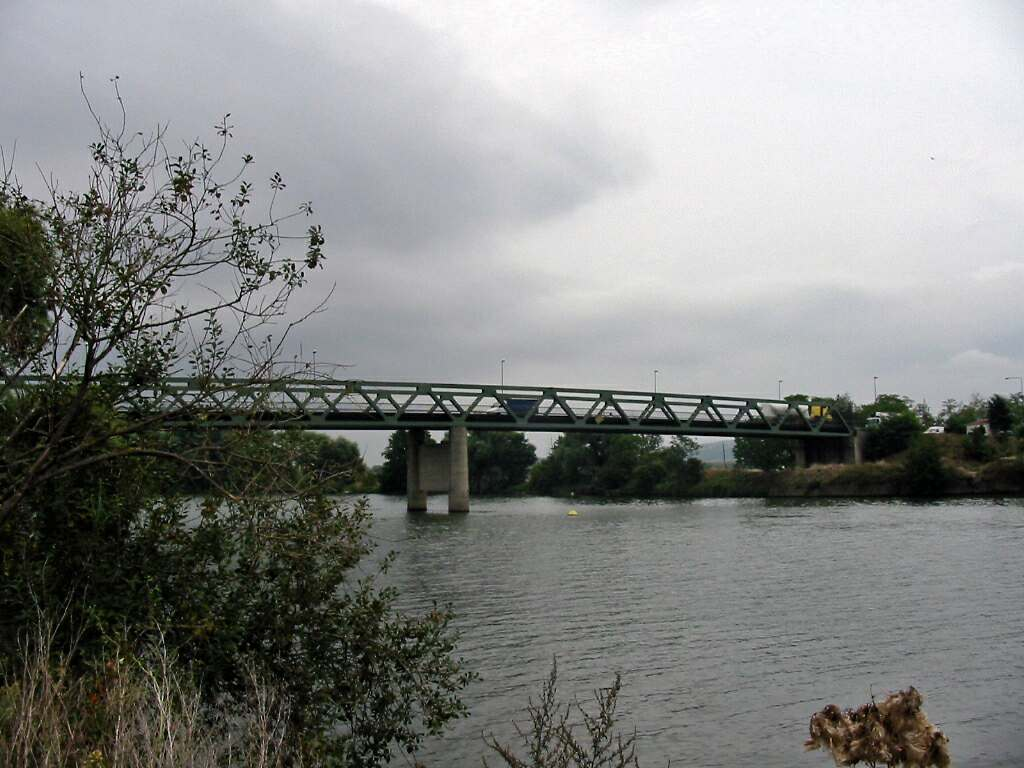
L'un des ponts de Rangiport (sur le bras d'Épône).

- Rangiport.

### Climat
Pour des articles plus généraux, voir Climat de l'Île-de-France et Climat des Yvelines.
En 2010, le climat de la commune est de type climat océanique dégradé des plaines du Centre et du Nord, selon une étude du CNRS s'appuyant sur une série de données couvrant la période 1971-2000. En 2020, Météo-France publie une typologie des climats de la France métropolitaine dans laquelle la commune est exposée à un climat océanique et est dans la région climatique  Sud-ouest du bassin Parisien, caractérisée par une faible pluviométrie, notamment au printemps (120 à 150 mm) et un hiver froid (3,5 °C). 
Pour la période 1971-2000, la température annuelle moyenne est de 11 °C, avec une amplitude thermique annuelle de 14,8 °C. Le cumul annuel moyen de précipitations est de 682 mm, avec 10,9 jours de précipitations en janvier et 8 jours en juillet. Pour la période 1991-2020, la température moyenne annuelle observée sur la station météorologique la plus proche, située sur la commune de Maule à 9 km à vol d'oiseau, est de 11,8 °C et le cumul annuel moyen de précipitations est de 677,0 mm,. Pour l'avenir, les paramètres climatiques de la commune estimés pour 2050 selon différents scénarios d'émission de gaz à effet de serre sont consultables sur un site dédié publié par Météo-France en novembre 2022. En 2023, une station météorologique a été installée. Les données sont disponibles sur le site Infoclimat.

## Urbanisme

### Typologie
Au 1er janvier 2024, Gargenville est catégorisée centre urbain intermédiaire, selon la nouvelle grille communale de densité à sept niveaux définie par l'Insee en 2022.
Elle appartient à l'unité urbaine de Paris, une agglomération inter-départementale regroupant 407  communes, dont elle est une commune de la banlieue,,. Par ailleurs la commune fait partie de l'aire d'attraction de Paris, dont elle est une commune de la couronne,. Cette aire regroupe 1 929 communes,.

## Toponymie
Le nom de la localité est attesté sous les formes Gargen villam en 1164, Gargenvilla en 1249, Girgenville en 1265, Gargenville en 1429.
De l'anthroponyme gaulois Garganus et du gallo-roman VILLA « domaine rural » (latin villa rustica).

## Histoire

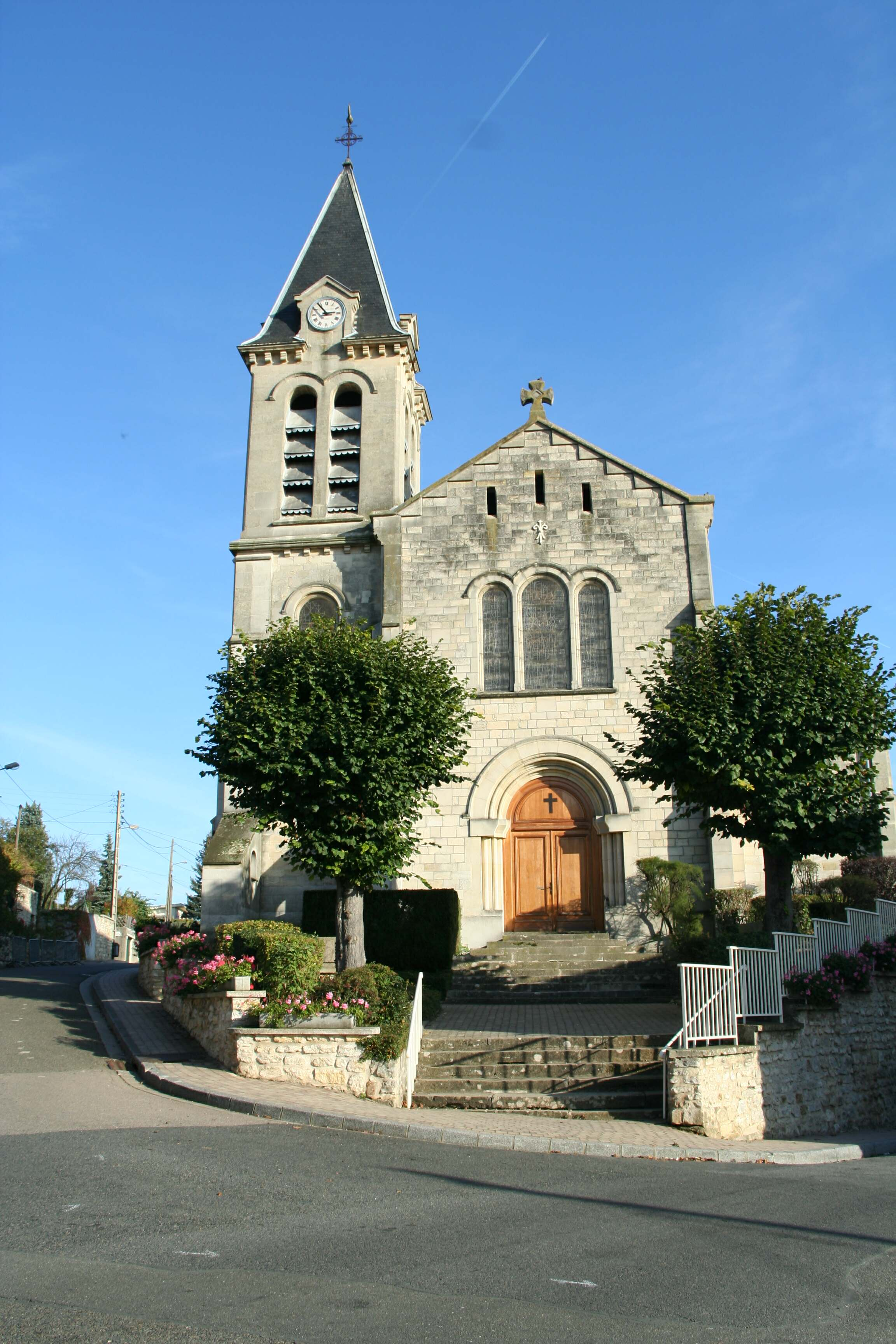
Église Saint-Martin.

Avant la Révolution, Gargenville était constituée de deux fiefs, le domaine d'Hanneucourt et celui de Moufle de la Tuilerie. En 1790, ils sont réunis et forment la nouvelle municipalité, qui compte alors 990 habitants.
Au début du XIXe siècle un coche d'eau, la Galiote, reliait Rolleboise à Poissy. Elle transportait indifféremment voyageurs et marchandises et était très utilisée. Elle contenait 89 places dont 40 dans son salon. Elle était attelée à quatre chevaux qui étaient changé au relais établi à Rangiport un hameau de Gargenville. Un arrêté préfectoral en date du 13 mai 1809 « Départ de Rolleboise à 8 heures du soir arrivée à Poissy le lendemain à 5 heures du matin ». Pour l'aller 9 heures étaient nécessaires pour accomplir le trajet mais 5 heures suffisaient pour le retour. Cette différence était due au courant qu'il fallait remonter, à l'obscurité de la nuit et au mauvais entretien du chemin de halage.
- 1921 : mise en service de la cimenterie de Gargenville (à l'origine, exploitation de la craie de la carrière de Juziers).
- 1965 : construction de la liaison souterraine entre la cimenterie et la carrière de Guitrancourt, mise en service le 31 juillet 1966.
- 1967 : construction de la raffinerie de Gargenville (mise en service en juillet 1968 sous le nom de raffinerie du Vexin).

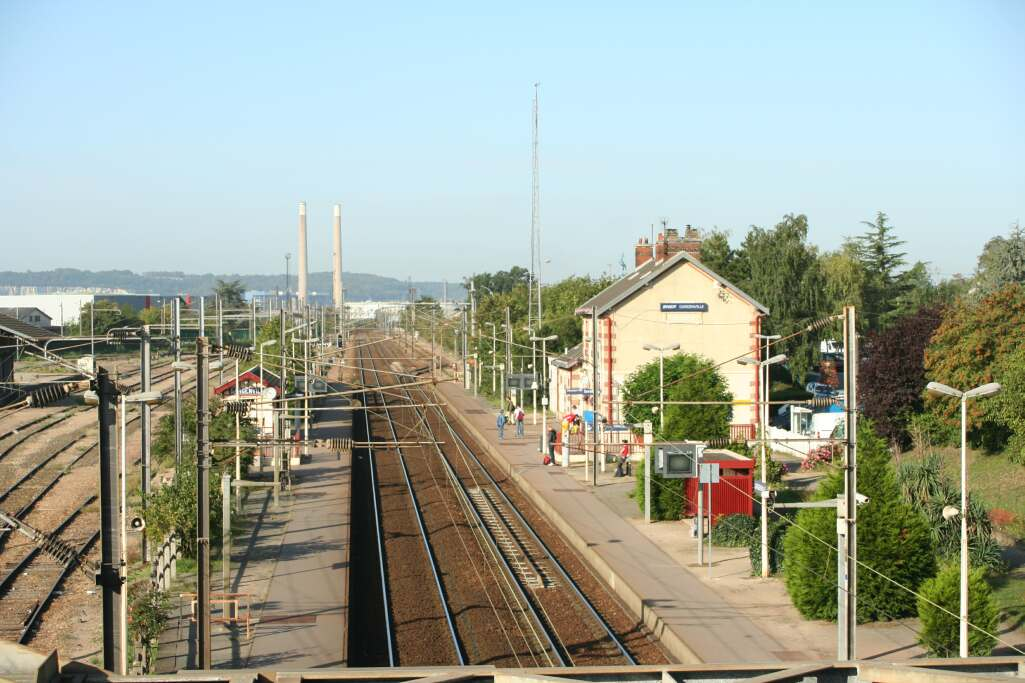
La gare SNCF. On aperçoit dans le fond les cheminées de la centrale thermique de Porcheville.

- 1983 : arrêt des activités de raffinage de brut à la raffinerie Elf qui devient un dépôt d'hydrocarbures.

## Politique et administration

### Rattachements administratifs et électoraux
Gargenville fait partie de l'arrondissement de Mantes-la-Jolie et de la huitième circonscription des Yvelines, circonscription mi-rurale, mi-urbaine du nord-ouest des Yvelines centrée autour de la ville de Mantes-la-Jolie.
La commune appartient historiquement au canton de Limay, dont la composition a été étendue dans le cadre du redécoupage cantonal de 2014 en France.
Sur le plan judiciaire, Gargenville fait partie du ressort en droit français du tribunal d'instance de Mantes-la-Jolie et, comme toutes les communes des Yvelines, dépend du tribunal de grande instance ainsi que de tribunal de commerce sis à Versailles,.

### Intercommunalité
La commune était membre de la communauté d'agglomération de Mantes-en-Yvelines. Dans le cadre de la fision de plusieurs intercommunalités au 1er janvier 2016 qui ont abouti à la création de la communauté urbaine Grand Paris Seine et Oise (GPS&O), la commune fait désormais partie de cette intercommunalité.

### Tendances politiques et résultats
À la suite du décès, le 10 septembre 2004, d'André Samitier, maire de Gargenville depuis 33 ans et député de la circonscription, un nouveau maire a été élu par les membres conseil municipal en la personne de Nicole Delpeuch, son assistante parlementaire.

### Liste des maires
| Période                                  | Période                    | Identité             | Étiquette    | Qualité |
| ---------------------------------------- | -------------------------- | -------------------- | ------------ | --- |
| 1939                                     | 1944                       | Julien Willemez      |              | |
| 1944                                     | 1947                       | Georges Chérel       | PCF          | |
| 1947                                     | 1953                       | Fernand Monnet       |              | |
| 1953                                     | 1958                       | Victor Beaufils      |              | |
| 1958                                     | 1960                       | Jean-Pierre Ancelin  |              | |
| 1960                                     | 1971                       | Charles-Henri Jorre  |              | |
| mars 1971                                | septembre 2004 (décès)     | André Samitier       | DVD puis UMP | Instituteur, conseiller pédagogique Député des Yvelines (8e circ.) (2002 → 2004) Conseiller général de Limay (1979 → 2002) |
| septembre 2004                           | mars 2008                  | Nicole Delpeuch      | UMP          | Ancienne attachée parlementaire                                                                                            |
| mars 2008,                               | juin 2010                  | Pierre-Marie Darnaut | DVG          | Médecin |
| juin 2010                                | mars 2014                  | Nicole Delpeuch      | UMP          | Ancienne attachée parlementaire                                                                                            |
| mars 2014                                | mai 2020                   | Jean Lemaire         | UDI          | Retraité Vice-président de la CAMY (2014 → 2015)                                                                           |
| mai 2020                                 | En cours (au 22 juin 2020) | Yann Perron          | DVD          | Technicien territorial au SIAAP Achères Conseiller délégué de GPS&O (2020 → )                                              |
| Les données manquantes sont à compléter. |                            |                      |              | |

## Population et société

### Démographie

#### Évolution démographique
L'évolution du nombre d'habitants est connue à travers les recensements de la population effectués dans la commune depuis 1793. Pour les communes de moins de 10 000 habitants, une enquête de recensement portant sur toute la population est réalisée tous les cinq ans, les populations de référence des années intermédiaires étant quant à elles estimées par interpolation ou extrapolation. Pour la commune, le premier recensement exhaustif entrant dans le cadre du nouveau dispositif a été réalisé en 2006.

En 2022, la commune comptait 7 848 habitants, en évolution de +8,98 % par rapport à 2016 (Yvelines : +2,72 %, France hors Mayotte : +2,11 %).
| 1793 | 1800 | 1806 | 1821 | 1831 | 1836 | 1841 | 1846 | 1851 |
| ---- | ---- | ---- | ---- | ---- | ---- | ---- | ---- | ---- |
| 993  | 953  | 928  | 940  | 938  | 854  | 806  | 806  | 771  |

| 1856 | 1861 | 1866 | 1872 | 1876 | 1881 | 1886 | 1891 | 1896 |
| ---- | ---- | ---- | ---- | ---- | ---- | ---- | ---- | ---- |
| 692  | 658  | 654  | 611  | 611  | 590  | 614  | 624  | 649  |

| 1901 | 1906 | 1911 | 1921 | 1926  | 1931  | 1936  | 1946  | 1954  |
| ---- | ---- | ---- | ---- | ----- | ----- | ----- | ----- | ----- |
| 697  | 696  | 699  | 891  | 1 214 | 1 701 | 1 803 | 1 806 | 2 280 |

| 1962  | 1968  | 1975  | 1982  | 1990  | 1999  | 2006  | 2011  | 2016  |
| ----- | ----- | ----- | ----- | ----- | ----- | ----- | ----- | ----- |
| 3 134 | 4 904 | 4 663 | 5 532 | 6 202 | 6 611 | 6 725 | 6 811 | 7 201 |

| 2021  | 2022  | - | - | - | - | - | - | - |
| ----- | ----- | - | - | - | - | - | - | - |
| 7 863 | 7 848 | - | - | - | - | - | - | - |

#### Pyramide des âges
En 2018, le taux de personnes d'un âge inférieur à 30 ans s'élève à 37,4 %, soit en dessous de la moyenne départementale (38 %). À l'inverse, le taux de personnes d'âge supérieur à 60 ans est de 23, % la même année, alors qu'il est de 21,7 % au niveau départemental.
En 2018, la commune comptait 3 676 hommes pour 3 814 femmes, soit un taux de 50,92 % de femmes, légèrement inférieur au taux départemental (51,32 %).
Les pyramides des âges de la commune et du département s'établissent comme suit.
| Hommes | Classe d’âge | Femmes |
| ------ | ------------ | ------ |
| 0,5    | 90 ou +      | 1,5    |
| 5,1    | 75-89 ans    | 8,5    |
| 15,4   | 60-74 ans    | 15,1   |
| 20,6   | 45-59 ans    | 19,6   |
| 19,1   | 30-44 ans    | 19,8   |
| 18,4   | 15-29 ans    | 16,7   |
| 21,0   | 0-14 ans     | 18,8   |

| Hommes | Classe d’âge | Femmes |
| ------ | ------------ | ------ |
| 0,6    | 90 ou +      | 1,4    |
| 6      | 75-89 ans    | 7,8    |
| 13,5   | 60-74 ans    | 14,8   |
| 20,7   | 45-59 ans    | 20,1   |
| 19,6   | 30-44 ans    | 19,9   |
| 18,5   | 15-29 ans    | 16,8   |
| 21,2   | 0-14 ans     | 19,2   |

## Économie
Gargenville est une petite ville industrielle, avec notamment une cimenterie et un établissement pétrolier en bord de Seine (ancienne raffinerie de pétrole).
La cimenterie, qui appartient au groupe Ciments Calcia (filiale de la multinationale italienne Italcementi), est la plus importante de France (2 millions de tonnes par an). Elle est approvisionnée en calcaire par la carrière de Guitrancourt au moyen d'un transporteur à bande installé dans une galerie souterraine de 2 410 m qui passe sous la ville et sous la voie ferrée. Le débit de cette installation est de 4 000 tonnes par jour. Les expéditions de ciment en vrac se font soit par camions, soit par la voie fluviale, l'usine étant en bord de Seine. Cette usine fait partie des sites autorisés en 2003 à brûler des farines animales (15 000 tonnes par an).
Le dépôt d'hydrocarbures liquides (site classé « Seveso II ») dispose de 24 réservoirs pour une capacité totale de 700 000 m3 et stocke du pétrole brut et divers produits raffinés. Outre le stockage, le site assure la production de carburéacteur pour les aéroports parisiens, à partir du kérosène. Ce site est également chargé d'assurer l'exploitation de l'oléoduc qui relie les raffineries du Havre et de Grandpuits (Seine-et-Marne).
Les sociétés Elf-Antar France, Totalgaz, Butagaz et Mobil exploitaient conjointement un stockage de gaz appelé Géovexin. C'est une installation souterraine, creusée dans la craie à 140 m de profondeur, d'une capacité de 130 000 m3. Son exploitation est arrêtée depuis 2010.

### Revenus de la population et fiscalité
En 2010, le revenu fiscal médian par ménage était de 38 545 €.

## Culture locale et patrimoine

### Personnalités liées à la commune
- Lili et Nadia Boulanger ont vécu dans cette commune[37], dans les "Maisonnettes". Lili fut la première femme à obtenir le grand prix de Rome en composition musicale. Quant à Nadia, elle consacra sa vie à l’enseignement musical et fit des Maisonnettes un centre musical d’envergure internationale.
- Jean-François Fogel, né à Gargenville. Pionnier du journalisme numérique et co-créateur avec Bruno Patino du site franceinfo.fr et lemonde.fr
- Raoul Pugno pianiste, compositeur, élu maire de Gargenville en 1904. Mentor de Nadia Boulanger.
- Thierry Samitier, acteur et humoriste, fils d'André Samitier, un des maires de Gargenville[38].
- Saint Gaucher (vers 1060-1140), chanoine régulier

### Lieux et monuments
- Château de Rangiport : le château a été édifié au XVIIIe siècle et a été depuis entièrement restauré. Une académie internationale de musique y est installée depuis 1996.
- Château d'Hanneucourt : construit du XVIIIe siècle à la première partie du XIXe siècle et restauré au XIXe siècle et XXe siècle. Des dessins du château ont été faits avant 1770 par Denis Antoine, architecte de l'hôtel des Monnaies de Paris et la construction par Cyr-Jean Vivenel, entrepreneur à Mantes[39].
- Église Saint-Martin : bâtiment récent en style néo-roman, construit en 1875 et fortement restauré en 1983.
- Le 21 septembre 2008, l'ancienne demeure de Lili et Nadia Boulanger, rachetée par la commune en 1998 a été ouverte au public après avoir fait l’objet d’une réhabilitation. Ecomusée du parc naturel régional du Vexin français, les Maisonnettes sont appelées à devenir une étape culturelle, à l’instar d’autres demeures des Yvelines où vécurent des célébrités des arts et des lettres[40].

#### Les lavoirs

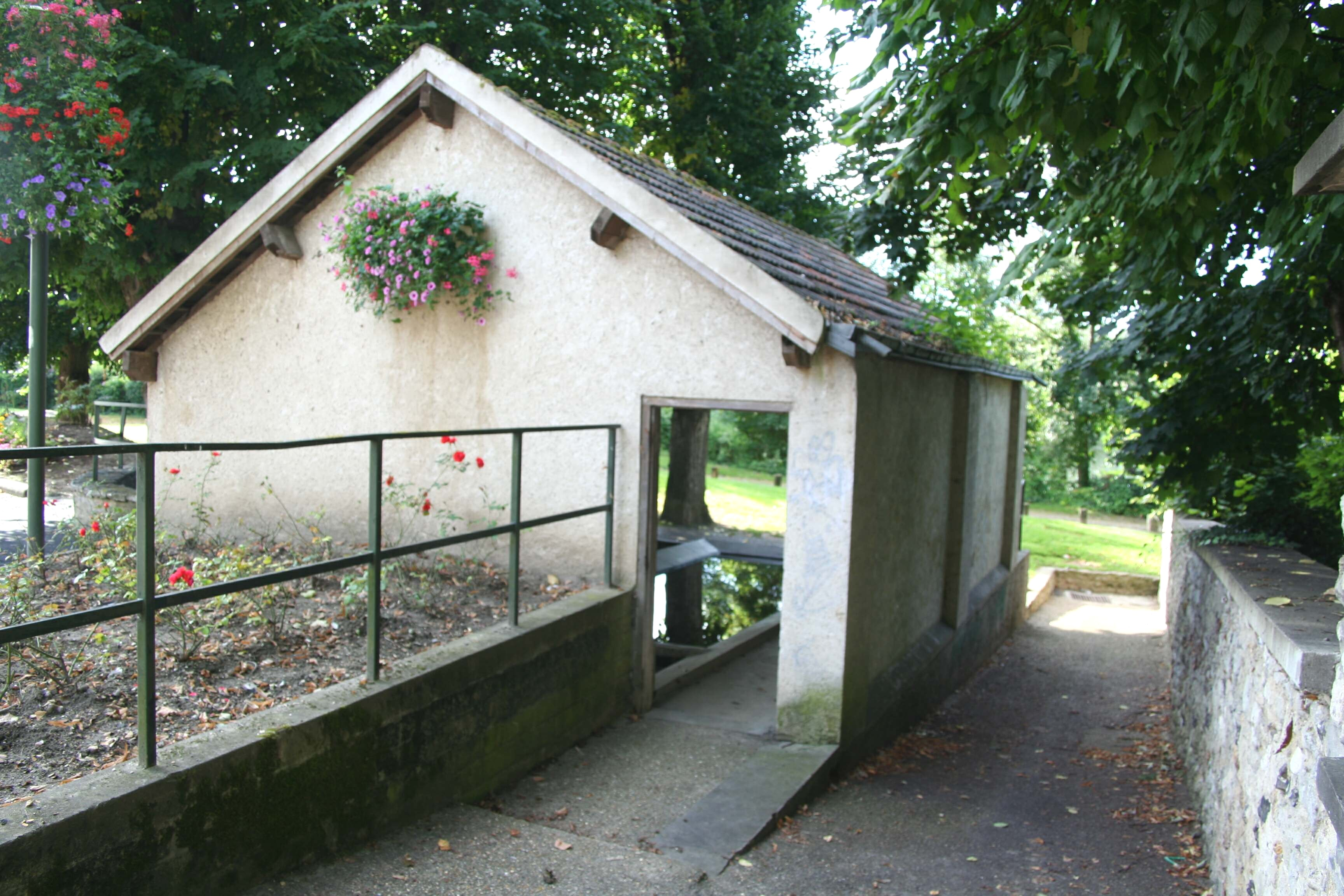
Lavoir du quai Léon-Chausson.
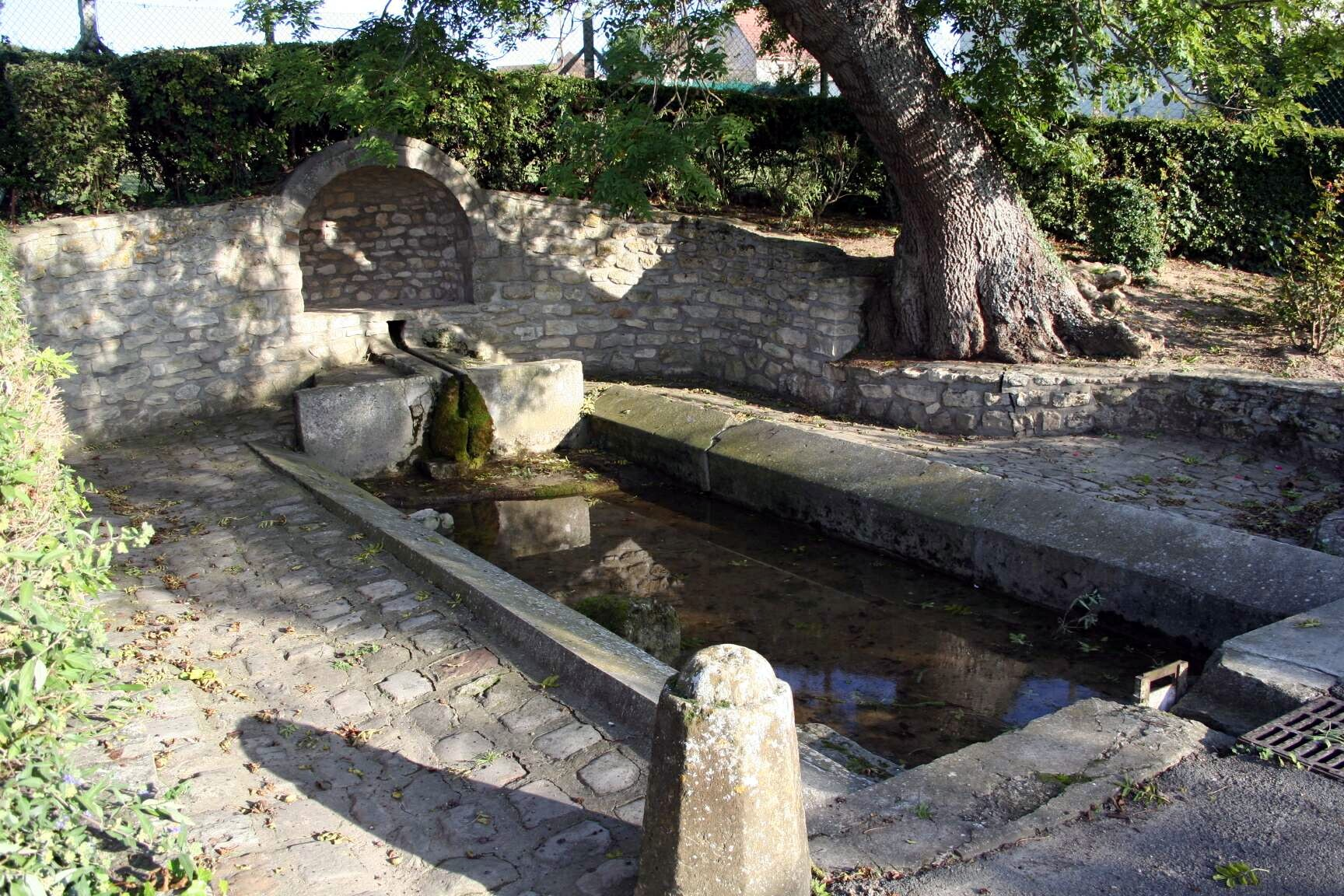
Lavoir de la rue René-Chouquet.
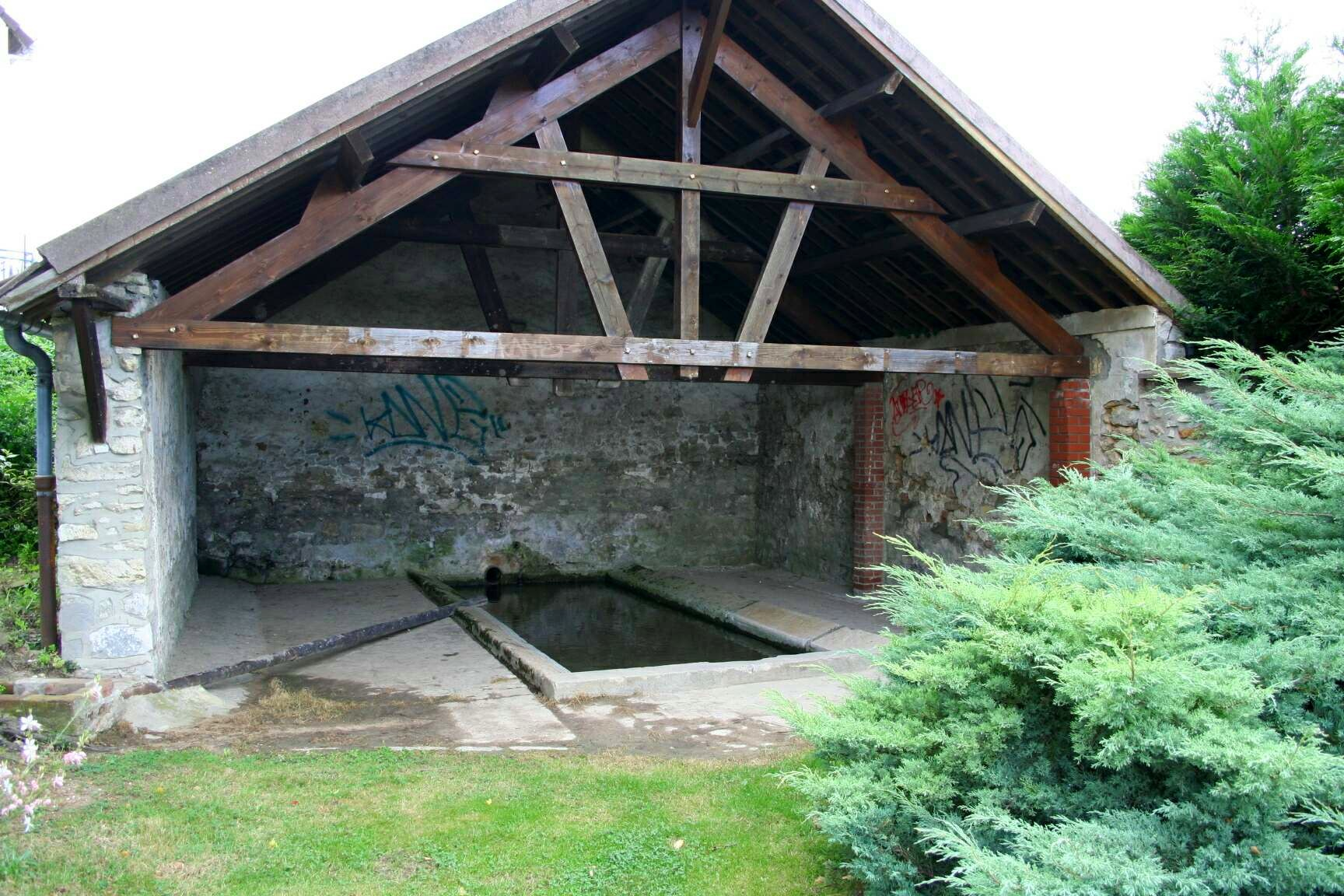
Lavoir Nord (rue Division-Leclerc).
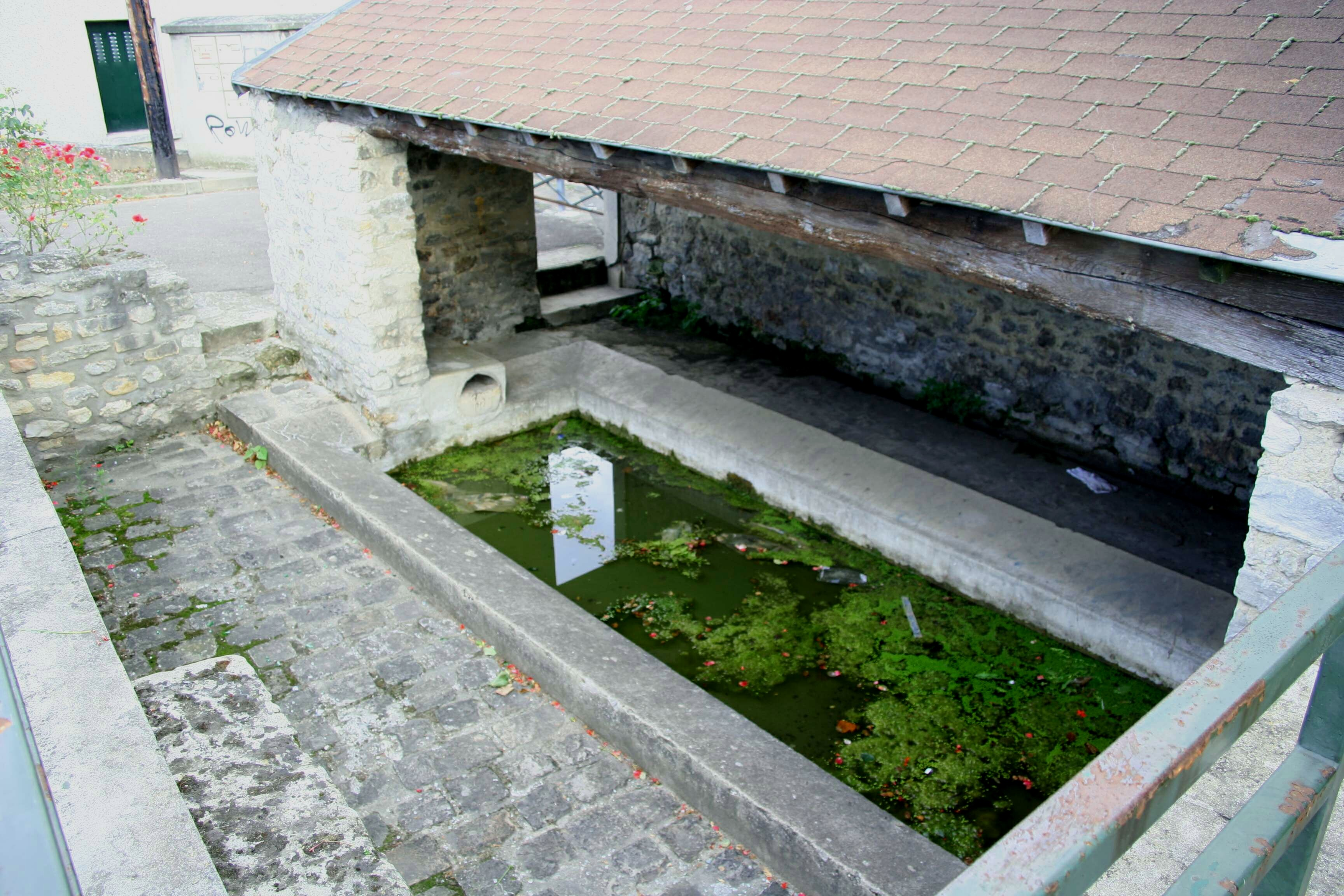
Lavoir de la rue du Ruisseau.
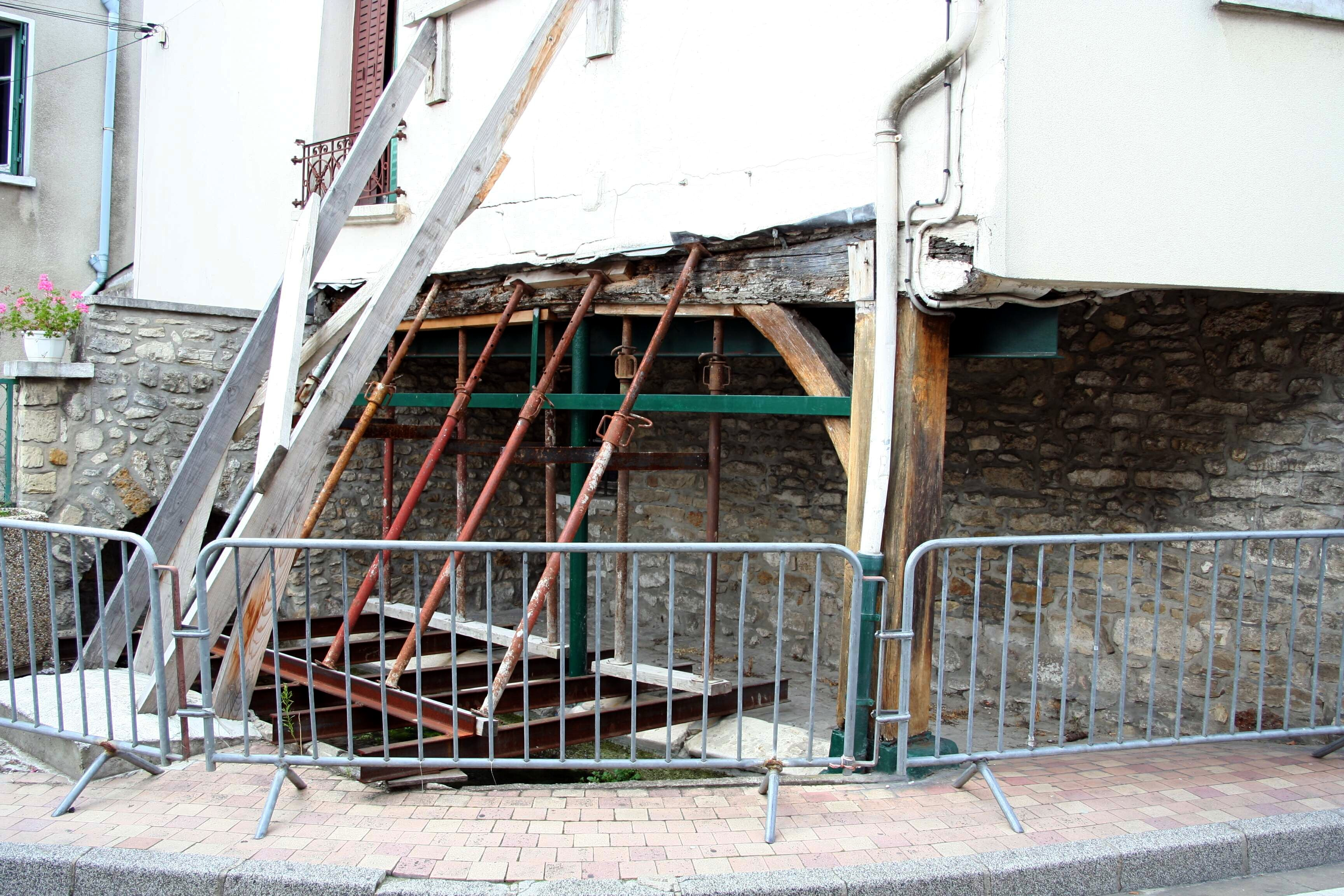
Lavoir du centre (rue Division-leclerc).

#### Galerie

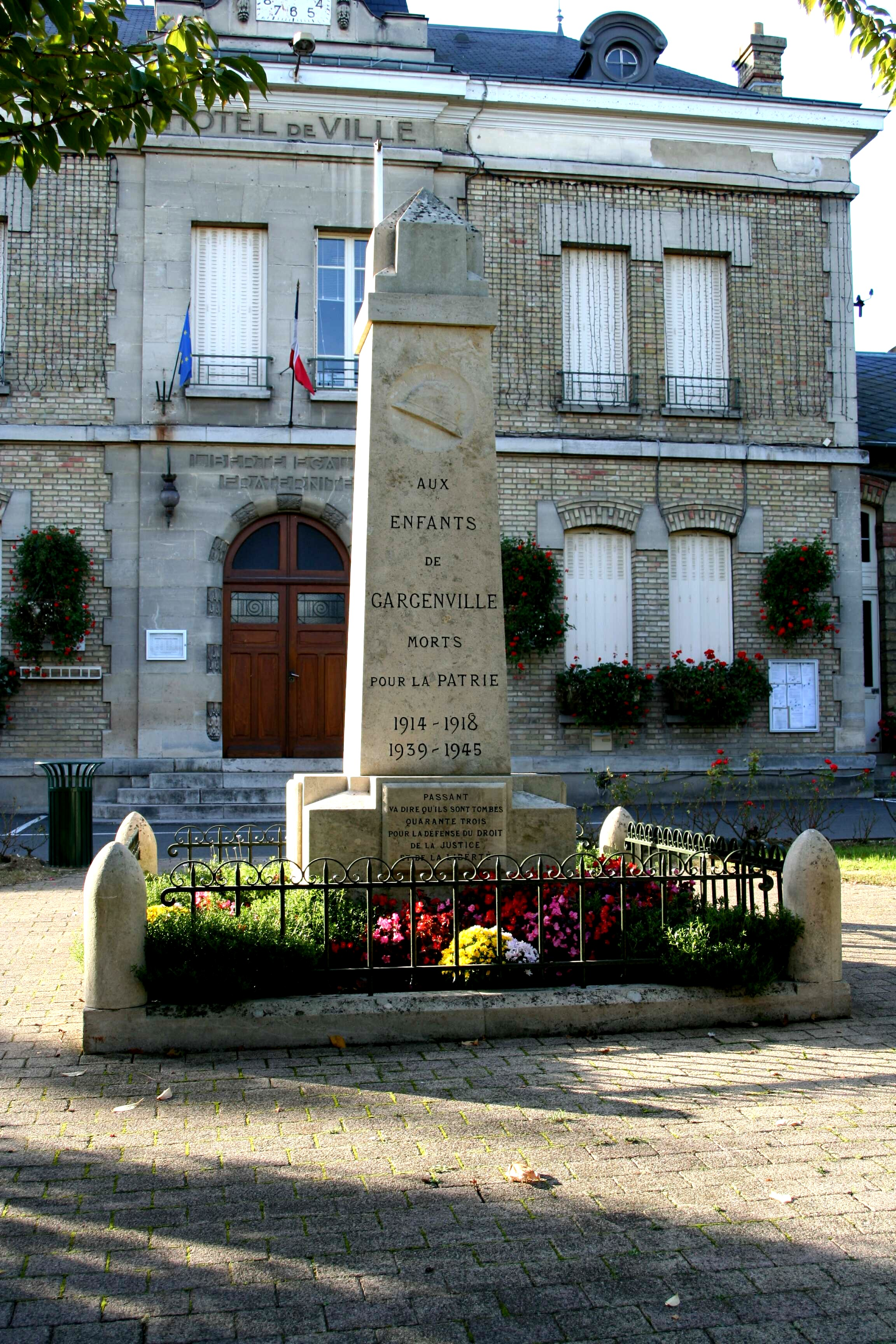
Monument aux morts.
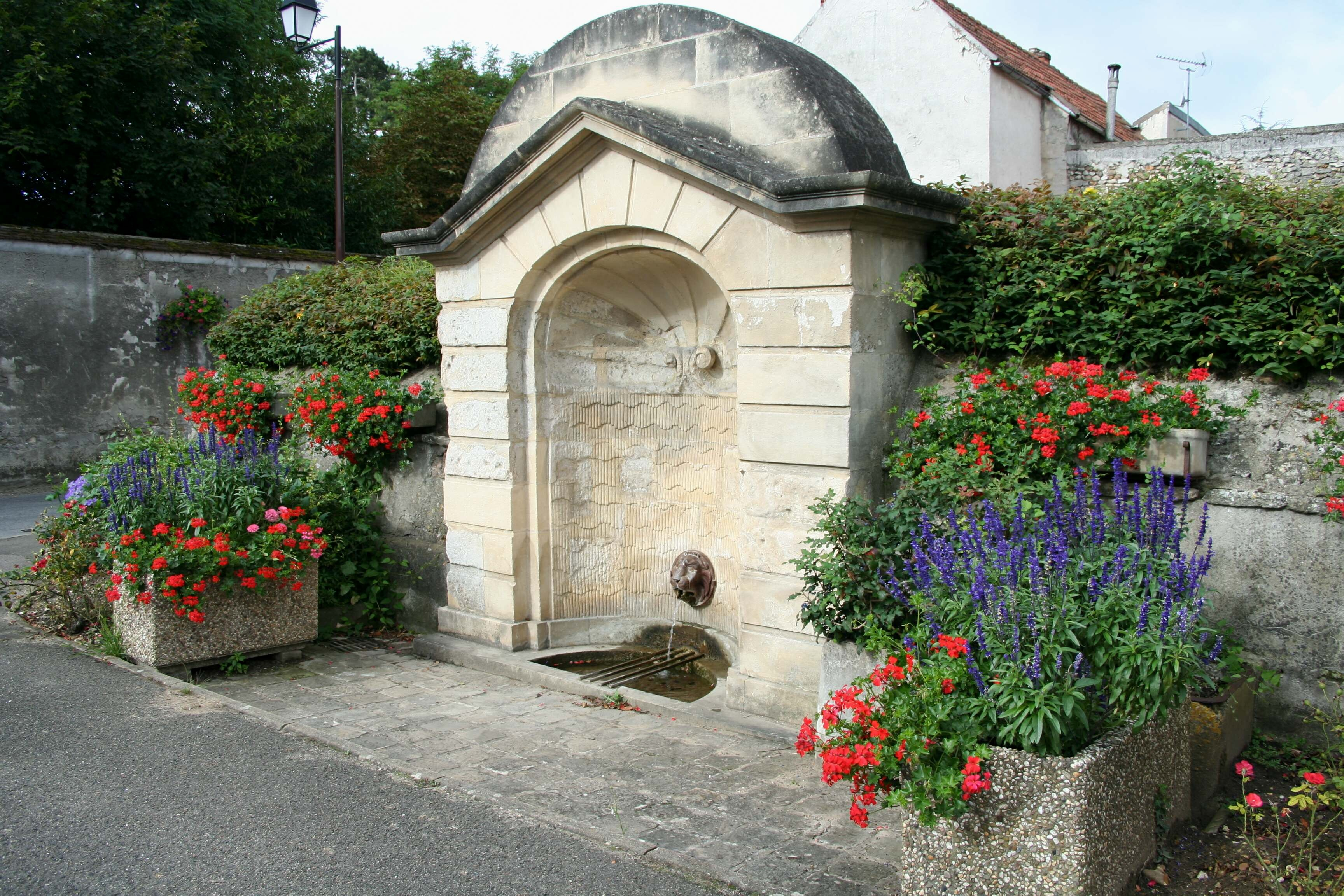
Fontaine, rue Fanny-Halworth.
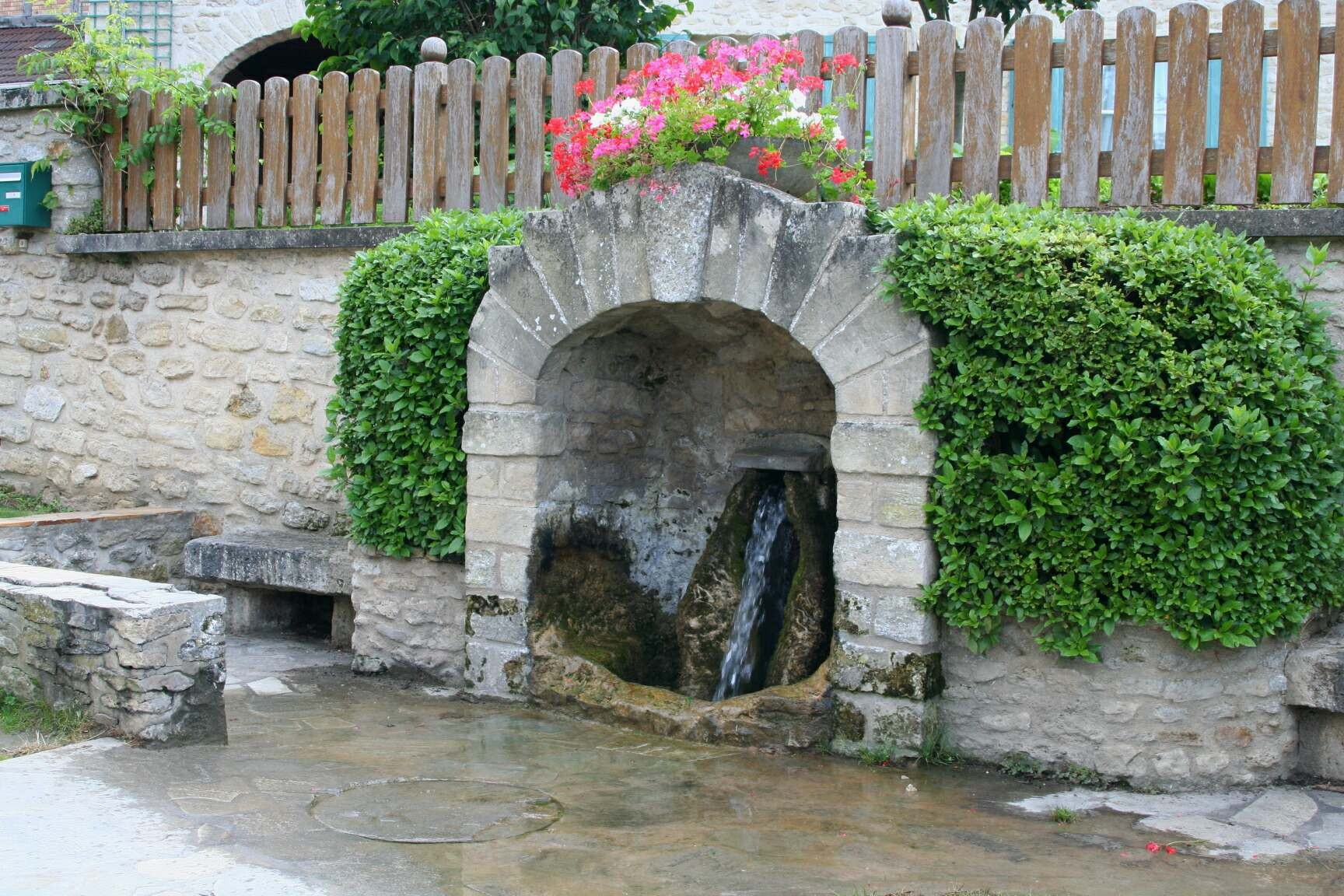
Fontaine, rue Division-Leclerc.
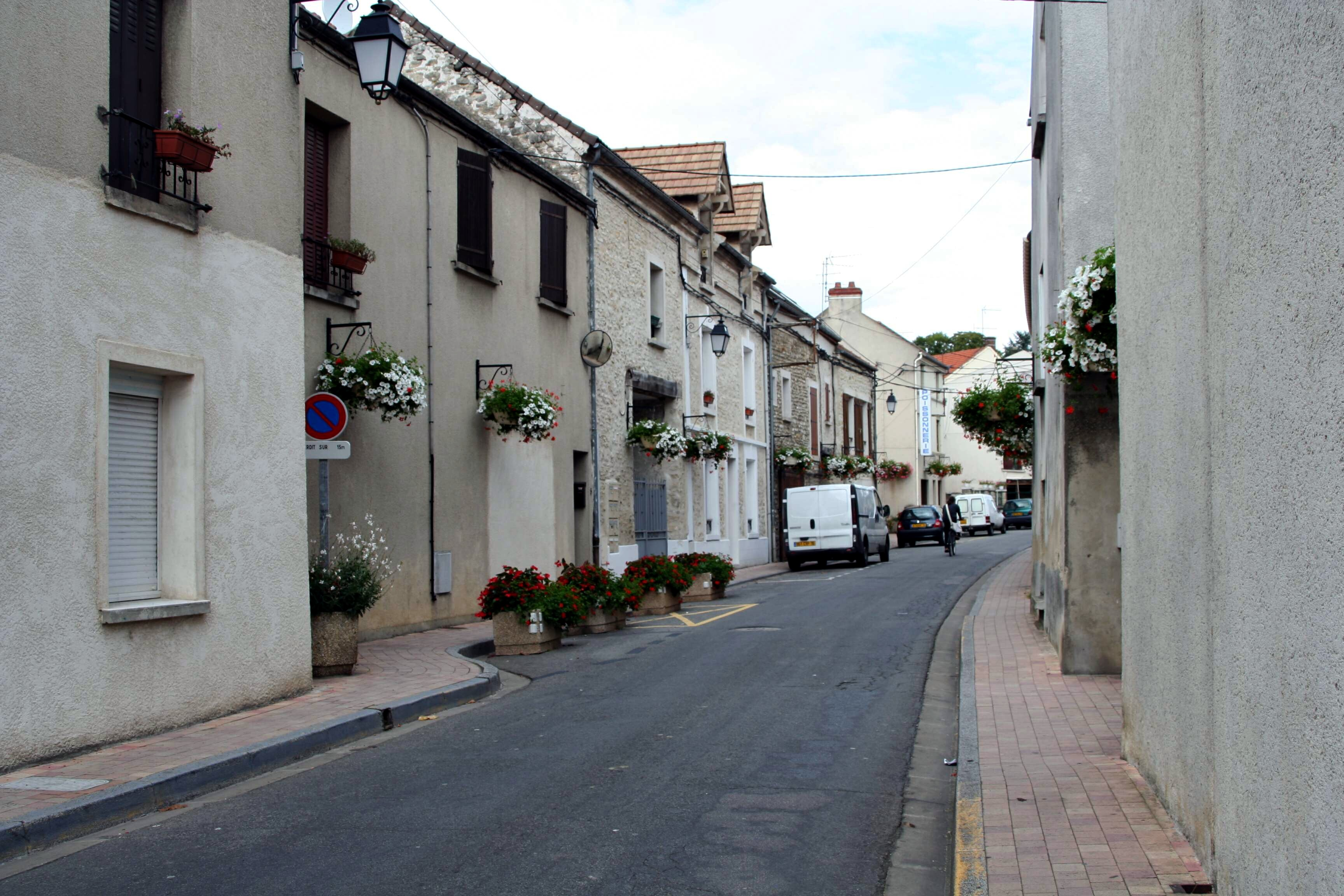
Rue Division-Leclerc.
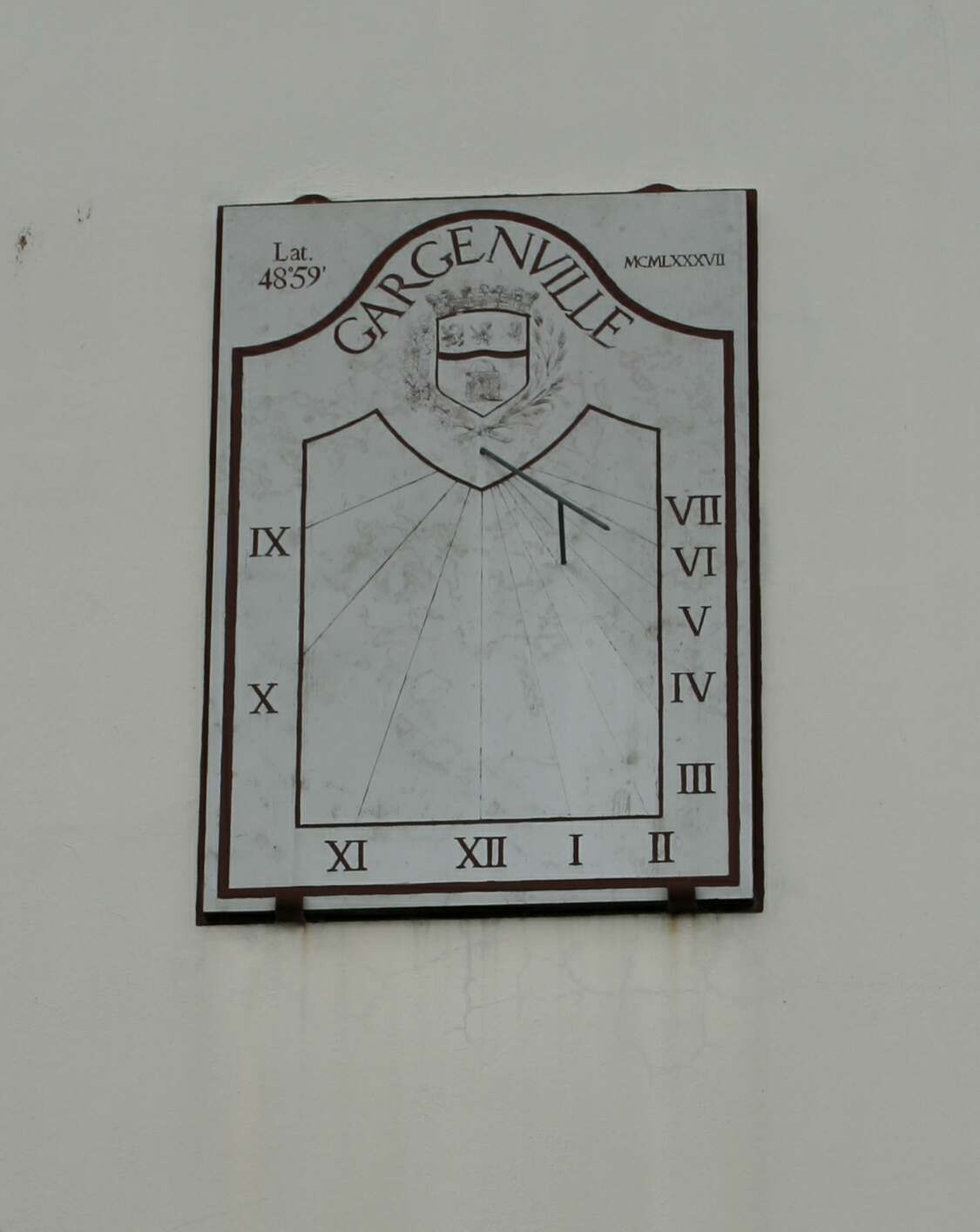
Cadran solaire, rue Division-Leclerc.

### Héraldique
| Armes de Gargenville | Le blason de la commune, réalisé en 1966, est le fruit d’un travail d’équipe : le dessin de Mme Mireille Louis, héraldiste, avec le concours de M. Marceau Michon, chef modeleur céramiste, Legrand, ingénieur céramiste et Pargachewsky, peintre décorateur. Les armes de Gargenville se blasonnent ainsi : d'azur à un four à chaux d'argent au foyer de gueules, au chef aussi de gueules chargé de trois lionceaux d'or, soutenu d'une burèle ondée d'argent Le blason de Gargenville date de 1966. Les lionceaux d'or du chef sont repris des armes de la famille de Giffard qui a possédé la seigneurie d’Hanneucourt du XIVe au XVIIe siècle, la burèle ondée symbolise la Seine, le four à chaux évoque la cimenterie, principale industrie de la commune, toujours en activité. |